# یروی
یروی (Järvi) یک نام خانوادگی فنلاندی و استونیایی به‌معنای «دریاچه» است. یروی ممکن است به یکی از موارد زیر اشاره داشته باشد:
- پاوو یروی، رهبر ارکستر استونیایی‌الاصل اهل ایالات متحدهٔ آمریکا، پسرِ نیمه یروی و برادر بزرگ‌ترِ کریستیان
- سَم یروی (نام هُنَری: سَم لِیک)، نویسندهٔ فنلاندی
- کریستیان یروی، رهبر ارکستر و نوازندهٔ پیانو استونیایی‌الاصل اهل ایالات متحدهٔ آمریکا، پسرِ نیمه یروی و برادرِ کوچک‌ترِ پاوو یروی
- نیمه یروی، موسیقی‌دان و رهبر ارکستر و نوازندهٔ پیانو استونیایی‌الاصل اهل ایالات متحدهٔ آمریکا، پدرِ پاوو و کریستیان
- ییرکی یروی، قایق‌ران قایق بادبانی اهل فنلاند